# Louis Desechaliers
Louis Desechaliers est un acteur français né à Montilliers en 1663 et mort à une date inconnue, après 1713.
Acteur à Rouen en 1689, il y épouse l'actrice Catherine Dudard, née à Paris en 1666, et renonce dès lors à toute activité théâtrale. La suite prouvera cependant le contraire.
Le couple dirige le théâtre de Lille de 1695 à juin 1699, joue à Tournai en février 1699 et à Varsovie en 1700 pendant six mois. De Paris, l'acteur recrute pour La Haye, où il obtient la codirection du théâtre avec Jean-Jacques Quesnot de La Chênée dès 1701. Il joue encore à Mons en 1705.
Il conserve la direction du théâtre de La Haye jusqu'en 1713, après avoir évincé son codirecteur et concurrent, puis on perd définitivement sa trace.